# In Search of the Lost Chord
In Search of The Lost Chord – trzeci album studyjny brytyjskiej grupy The Moody Blues wydany w lipcu 1968 roku przez Deram Records. Według Mike’a Pindera tytuł płyty jest nawiązaniem do utworu „I’m the Guy who Found the Lost Chord” Jimmy’ego Durante, która z kolei nawiązuje do kompozycji „The Lost Chord” sir Arthura Sullivana.
W Classic Special Edition „Pink Floyd & The Story of Prog Rock” magazynów Q i Mojo, album został umieszczony na 37 miejscu listy „40 Cosmic Rock Albums”.

## Tło
Praca nad płytą rozpoczęła się w styczniu 1968 roku. Nagranie charakteryzuje się użyciem indyjskich instrumentów takich jak sitar, tanpura i tabla. Po raz kolejny pojawiają się napisane przez Graeme’a Edge’a recytowane utwory – otwierający album „Departure” oraz „The Word” stanowiący wstęp do „Om”.
Ray Thomas wspomina, że album powstał w okresie gdy członkowie grupy (z wyjątkiem Johna Lodge’a) nauczyli się medytacji transcendentalnej. Mniej więcej w tym samym czasie George Harrison spopularyzował sitar, na którym relatywnie szybko nauczył się grać Justin Hayward (on sam wspomina Raviego Shankara, Briana Jonesa oraz grupę Indo Jazz Fusions). W sumie grupa wykorzystała na albumie 33 instrumenty muzyczne niejednokrotnie ucząc się i improwizując (dla przykładu, John Lodge stroił wiolonczelę jak gitarę basową).

## Wydanie
Album wydany został 26 lipca 1968 roku. Osiągnął 5 miejsce w Wielkiej Brytanii i 23 w Stanach Zjednoczonych.

## Lista utworów
| Strona A | Strona A                       | Strona A    | Strona A                                            | Strona A |
| Nr       | Tytuł utworu                   | Autor       | Wokal                                               | Długość  |
| -------- | ------------------------------ | ----------- | --------------------------------------------------- | -------- |
| 1.       | „Departure”                    | Graeme Edge | Graeme Edge (recytacja)                             | 0:44     |
| 2.       | „Ride My See-Saw”              | John Lodge  | John Lodge, Ray Thomas, Justin Hayward, Mike Pinder | 3:38     |
| 3.       | „Dr. Livingstone, I Presume”   | Ray Thomas  | Ray Thomas                                          | 2:58     |
| 4.       | „House of Four Doors”          | John Lodge  | John Lodge                                          | 4:13     |
| 5.       | „Legend of a Mind”             | Ray Thomas  | Ray Thomas                                          | 6:37     |
| 6.       | „House of Four Doors (Part 2)” | John Lodge  | John Lodge                                          | 1:42     |
|          |                                |             |                                                     | 19:52    |

| Strona B | Strona B                 | Strona B                   | Strona B                | Strona B |
| Nr       | Tytuł utworu             | Autor                      | Wokal                   | Długość  |
| -------- | ------------------------ | -------------------------- | ----------------------- | -------- |
| 1.       | „Voices in the Sky”      | Justin Hayward             | Justin Hayward          | 3:30     |
| 2.       | „The Best Way to Travel” | Mike Pinder                | Mike Pinder             | 3:12     |
| 3.       | „Visions of Paradise”    | Justin Hayward, Ray Thomas | Justin Hayward          | 4:15     |
| 4.       | „The Actor”              | Justin Hayward             | Justin Hayward          | 4:39     |
| 5.       | „The Word”               | Graeme Edge                | Mike Pinder (recytacja) | 0:49     |
| 6.       | „Om”                     | Mike Pinder                | Mike Pinder, Ray Thomas | 5:47     |
|          |                          |                            |                         | 22:12    |

## Miejsca na listach

### Album
| Rok  | Lista           | Pozycja |
| ---- | --------------- | ------- |
| 1968 | UK Album Charts | 5       |
| 1968 | Billboard 200   | 23      |

### Single
| Rok  | Singel              | Lista             | Pozycja |
| ---- | ------------------- | ----------------- | ------- |
| 1968 | „Voices in the Sky” | UK Singles Chart  | 27      |
| 1968 | „Ride My See-Saw”   | UK Singles Chart  | 42      |
| 1968 | „Ride My See-Saw”   | Billboard Hot 100 | 61      |

## Personel

### The Moody Blues
- Justin Hayward – wokal, gitary akustyczne, giraty elektryczne, gitara 12-strunowa, sitar, klawesyn, gitara basowa, instrumenty perkusyjne, melotron, pianino

- John Lodge – wokal, gitara basowa, gitara akustyczna, wiolonczela, bęben mały, tamburyn

- Ray Thomas – wokal, flet poprzeczny, flet altowy, saksofon sopranowy, obój, róg, tamburyn

- Mike Pinder – wokal, melotron, pianino, klawesyn, gitara akustyczna, gitara basowa, wiolonczela, autoharp, tambura

- Graeme Edge – wokal, perkusja, timpani, tamburyn, pianino, instrumenty perkusyjne, tabla

### Pozostały personel
- Tim Clarke – producent
- Phil Travers – projekt okładki